# سيسل أندروس
سيسل ديل أندروس (بالإنجليزية: Cecil Dale Andrus)‏ (25 أغسطس 1931 - 24 أغسطس 2017) هو سياسي أمريكي وعضو في الحزب الديمقراطي انتخب أربع مرات حاكما لولاية أيداهو وخدم في المنصب لمدة أربعة عشر عاما (1971-77، 1987-1995).  كما عمل في واشنطن كوزير للداخلية من 1977 إلى 1981 خلال إدارة جيمي كارتر. خسر أندروس أول انتخابات له لحكم الولاية في عام 1966، لكنه فاز بأربعة أخرى (في 1970 و 1974 و 1986 و 1990) ليكون صاحب أطول فترة حكم في تاريخ الولاية. وحتى عام 2017، لا يزال هو آخر الديمقراطيين الذين شغلوا المنصب.
في الحياة العامة، عرف أندروس بتوجهه للمحافظة على البيئة وإنجازاته في مجال البيئة،  وتمت تسمية محمية حياة برية في ايداهو عليه، والتي أنشئت في عام 1993 في مقاطعة واشنطن. 

## التعليم
تعلم في جامعة ولاية أوريغون.

## روابط خارجية
- سيسل أندروس على موقع مونزينجر (الألمانية)
- سيسل أندروس على موقع إن إن دي بي (الإنجليزية)